# Попешть (комуна, Вранча)
Попешть, Попешті (рум. Popești) — комуна у повіті Вранча в Румунії. До складу комуни входять такі села (дані про населення за 2002 рік):
- Попешть (2588 осіб) — адміністративний центр комуни
- Теркешть (515 осіб)

Комуна розташована на відстані 150 км на північний схід від Бухареста, 14 км на південний захід від Фокшан, 74 км на захід від Галаца, 115 км на схід від Брашова.

## Населення
У 2009 року у комуні проживали 3353 особи.

## Зовнішні посилання
- Дані про комуну Попешть на сайті Ghidul Primăriilor